# Nuxis
Nuxis (sardinski: Nùxis, Nùcis) je grad i općina (comune) u pokrajini Južnoj Sardiniji u regiji Sardiniji, Italija. Nalazi se na nadmorskoj visini od 196 metara i ima 1 566 stanovnika.
 Prostire se na 61,59 km². Gustoća naseljenosti je 25 st/km².
Susjedne općine su: Assemini, Narcao, Santadi, Siliqua i Villaperuccio.